# Dulcinea (pel·lícula de 1947)
Dulcinea és una pel·lícula espanyola del 1947 dirigida per Luis Arroyo amb un guió basat en l'obra de teatre de Gaston Baty, qui alhora l'havia adaptat del personatge homònim del Quixot de Miguel de Cervantes. Se'n va fer un remake el 1962.

## Sinopsi
Aldonza Lorenzo és jutjada per fetilleria. Durant el judici recorda que anys abans Sancho Panza li havia lliurat una missiva del seu senyor El Quixot en que la prenia per la dama Dulcinea, i ella va creure que era cert. En el judici li demanen que renegui de Dulcinea, però ella es nega i demana que la posin en mans de la torba. Finalment mor cremada an la plaça.

## Repartiment
- Ana Mariscal... Aldonza-Dulcinea
- Carlos Muñoz... 	El Enfrailado
- Manuel Arbó... 	Sancho Panza
- Ángel de Andrés... Diego Hernández
- Lola del Pino ... Captaire
- José Jaspe… 	Chiquirnaque
- Lepe... Tío Justicia
- Santiago Rivero ... 	Maese Pedro Martínez
- Manuel Requena ... Juan el Zurdo
- Luis Peña... Sánchez Cocles

## Premis
Tercera edició de les Medalles del Cercle d'Escriptors Cinematogràfics
| Categoria         | Nominats         | Resultat   |
| ----------------- | ---------------- | ---------- |
| Millor fotografia | Manuel Berenguer | Guanyadora |